# La Dernière Noce
 (octobre 2022).

La Dernière Noce (Deadly Honeymoon) est un téléfilm américain réalisé par Paul Shapiro et diffusé le 25 avril 2010 sur Lifetime Movie Network.

## Synopsis
Venant de Boston, la jeune et jolie Lindsey Ross se marie au riche playboy Trevor Forrest à Hawaï, devant leurs familles et invités. Durant le week-end, la meilleure amie de Lindsey, Chloe, et une demoiselle d'honneur filment la cérémonie afin d'offrir la vidéo en cadeau aux jeunes mariés.
Quelques jours plus tard, Lindsey et Trevor embarquent à bord d'un paquebot de luxe faisant croisière vers Tahiti. Voulant profiter de leur lune de miel dans leur suite présidentielle, ils font bientôt la connaissance de plusieurs personnes: Lindsey devient amie avec Kim tandis que Trevor rencontre Ben, Luka et Max - trois jeunes hommes d'origine hongroise, desquels Lindsey se méfie.
D'un tempérament coureur et fêtard, Trevor passe rapidement toutes ses soirées au casino avec ses nouveaux amis, délaissant Lindsey, qui montre rapidement son agacement. Alors partie danser, Trevor surprend Max coller Lindsey et s'emporte. Le lendemain matin, les membres de l'équipage partent à la recherche du couple, alors introuvable. Ils finissent par retrouver Lindsey, amorphe dans un couloir situé à l'autre bout opposé de sa chambre. Mais Trevor es toujours porté disparu. 

Gwen Merced, une agent du FBI en vacances sur le paquebot et ayant auparavant croisé le couple au bar, décide de prendre part aux recherches. En examinant la suite privée avec l'aide d'Alan Sherrick - chef de la sécurité du bateau, elle découvre une bouteille cassée, la bague de fiançailles de Lindsey, du sang en grande quantité sur le lit, l'oreiller et sur le cadre photo brisé du couple, tandis qu'à l'extérieur sur le balcon, encore des traces de sang sur la rampe et sur un pan du bateau. Trevor est-il passé par-dessus bord ? 
Les détails de l'intrigue sont révélés ici
Toujours amnésique au sujet des faits de la soirée, Lindsey est logée dans une autre chambre pour que la suite reste intacte jusqu'à ce que le bateau accoste. Elle contacte ses parents par télé-conférence mais malgré leur tentative pour la réconforter, Lindsey dit qu'elle sait que Trevor est mort. Alan montre à Gwen les images regroupées de la dernière nuit du couple ensemble au casino et ils remarquent le groupe des trois hommes. Ils lancent alors une recherche sur leur identité pour les interroger. Le capitaine informe Gwen que les fouilles sur le bateau continuent mais qu'il ne fera pas demi-tour, ayant lancé des recherches par hélicoptères afin de sonder les mers. Gwen commence à émettre l'hypothèse que quelqu'un aurait pu pousser Trevor du balcon de manière intentionnelle. 
De son côté, Lindsey va voir Kim dans sa chambre - qui n'a plus donné signe de vie depuis deux soirs. Là, elle apprend que la jeune femme a été violée par Max, mais doit promettre de ne le dire à personne, Kim ayant peur que l'histoire se retourne contre elle. Pendant ce temps, Gwen et Alan s'entretiennent avec les trois hongrois, qui leur font part de leur version de la soirée. Selon eux, après la dispute sur la piste de danse, ils ont poursuivi le couple pour discuter et tenter de calmer Trevor - avec qui ils avaient prévu de faire affaire en rentrant. Alors que Lindsey tente de forcer Trevor à partir, Ben propose de la drogue à ce dernier pour qu'ils continuent à passer une bonne soirée. Énervée par ce geste, Lindsey fait une scène à Trevor, qui s'emporte contre elle et elle finit par s'en aller. Plus tard, comme Trevor est incapable de se rendre à sa suite tout seul, Max et Ben le porte jusqu'à son lit et prennent une bouteille d'alcool au vol. Ben et Max disent à Gwen et Alan que Lindsey est folle et qu'elle aurait été capable de trancher la gorge de Trevor dans un accès de rage.
Lindsey vient discuter avec Alan, Gwen et le commandant au sujet des trois hommes, la jeune femme certifiant que ces deniers cachent quelque chose. Le capitaine lui avoue alors que les recherches sur le bateau n'ont rien donné et qu'elles sont donc arrêtées. Lindsey voit cela comme le glas sonnant la mort de Trevor et s'en va, bouleversée. Gwen vient retrouver Lindsey sur le pont et pour la détendre, lui parle de son mariage, son récent divorce et de ce qui a conduit à cela. Durant la conversation, Lindsey dit que la vie a encore des choses à lui offrir, si elle s'en donne les moyens. Selon elle, elle a toujours eu ce qu'elle désirait si elle se persuadait d'y arriver.
Plus tard, Alan montre de nouvelles images de la soirée à Gwen et ils découvrent stupéfaits Lindsey en train d'embrasser follement Lucas dans un couloir. Ils confrontent Lindsey qui dit ne pas se souvenir de ça et elle se met alors à insinuer que si les médias sont mis au courant de ses images, elle dira que quelqu'un l'a drogué et violé, ce qui donnerait une mauvaise image pour le bateau. Lindsey converse ensuite avec le père de Trevor, qui lui annonce que sa femme et lui attendrons la jeune femme à son arrivée à Tahiti et jure qu'ils iront jusqu'au procès pour que la compagnie explique ce qui s'est passé. Cette annonce met Lindsey en colère. Elle se rend alors dans la cabine de Kim, qui lui montre des photos de personnes portées disparues en mer depuis longtemps et qui n'ont jamais été retrouvées. Lindsey lui dit que sur les conseils de son père, elle a appelé un avocat pour savoir si elle aurait quelque chose à la suite de la mort de Trevor. Sur l'avis de Kim, Lindsey appelle son père pour savoir mais apprend que toute la fortune et l'assurance va directement aux parents de Trevor. Elle décide alors d'appeler son avocat pour savoir si elle peut attaquer la compagnie.
Gwen filent les trois hommes et va ainsi parler à Lucas au sujet des images. Ce dernier explique alors qu'après le départ en furie de Lindsey, il l'a rejoint au bar et lui dit que Trevor ne la mérite pas. Déboussolée et charmée, Lindsey suit Lucas et ils s'embrassent dans un couloir. Mais la jeune femme brise l'étreinte et s'enfuit, disant qu'elle ne peut pas. Lucas dit que c'est la dernière fois qu'il l'a vu. Gwen va ainsi voir Lindsey pour la confondre et lui dit qu'elle a sûrement tuer Trevor car ce dernier l'aurait surprise au lit avec Lucas - ce que Lindsey réfute. Sentant qu'elle se souvient de certains éléments, Gwen tente de la pousser à bout, sans rien obtenir.
Alan vient à la rencontre de Gwen et lui annonce que les images de Lindsey et Lucas ont été effacées « par accident », ce dont doute Gwen, mais qui la met en colère. Elle va alors une nouvelle fois confronter Lindsey à la salle de sport, qui lui avoue qu'après avoir fui de Lucas, elle est revenue dans sa suite. Après avoir pris des cachets pour la calmer, elle a visionné le film du mariage fait par sa meilleure amie. Elle découvre alors qu'une des demoiselles d'honneur qui filmait est allée voir Trevor, qui lui demande d'éteindre la caméra. Toutefois, la bande continue de tourner et l'on voit Trevor prendre de la drogue, disant en avoir besoin pour oublier Lindsey. Blessée, elle finit par jeter la caméra sur le balcon. Elle dit ensuite à Gwen qu'elle avait décidé d'aller confronter Trevor mais que l'alcool et les cachets ont dû conduire à son trou noir.
Lindsey va plus tard se promener sur le bateau mais se sent mal lorsque tous les passagers la dévisagent, comme si elle était coupable. En parlant à Kim, Lindsey tente de la faire changer d'avis et de parler du viol à la sécurité mais Kim se sent toujours mal à ce propos. Voyant ensuite Ben, Lucas et Max draguer des filles, Lindsey s'emporte et va les confronter en demandant ce qu'ils ont fait à Trevor. Les trois hommes s'étonnent et Lucas tentent de la calmer mais Lindsey le rembarre en disant qu'il a voulu l'agresser. Elle déclare alors aux filles présentes que la dernière fille qui a trainé avec eux a été violée. Elle se fait coupée et emmenée par la sécurité. Kim va alors voir Alan pour lui expliquer ce qui lui est arrivé. Mais aucune arrestation ne peut être faite à l'encontre de Max et Kim refuse d'aller au procès, sachant qu'il s'en sortira de toute façon. Le commandant dit alors à Alan qu'il ne veut plus ces hommes sur le bateau.
Au bar, Lindsey va voir Gwen pour parler de l'affaire de viol mais elle lui dit que grâce à son intervention, personne ne pense à la probable culpabilité de Lindsey dans la disparition de Trevor. Lindsey réfute son accusation, disant qu'elle aimait son mari. Alan escorte les trois hommes, qui tentent de se débattre. Il leur dit qu'un hélicoptère les emmènera à terre et félicite Max, qui s'en sort. Gwen dit alors à Alan qu'elle veut retourner voir la suite. Pendant ce temps, Lindsey vient s'entretenir avec le commandant et lui dit que tout est de sa faute, que les parents de Trevor vont tenir une conférence de presse à son arrivée mais qu'elle ne veut plus causer de souffrance. La jeune femme lui soumet alors l'idée d'appeler son avocat pour trouver un terrain d'entente avec la compagnie, pour qu'elle ne soit pas juger responsable. Lisant le papier qu'elle lui tend, le commandant accepte ce qui y est inscrit.
Dans la suite, Gwen et Alan tentent de déduire ce qui s'est réellement passé et montent des hypothèses. Pour eux, Lindsey - se trouvant dans la suite lorsqu'elle entend Trevor rentrer - va se cacher pour éviter qu'il la voie. Elle entend la conversation entre Max et Ben avec lui et attend qu'ils s'en aillent pour confronter son mari. Elle lui demande pourquoi il l'a épousé et lui dit que ce n'est pas ça l'amour. Ils finissent par se disputer et Trevor se coupe la main sur la bouteille qu'il vient de briser. Revenant vers le lit, la dispute continue et Lindsey finit par lui jeter sa bague au visage. La jeune femme se débat alors qu'il vient pour la calmer et elle se dirige vers le balcon. Trevor tente de la rejoindre mais ne voulant pas qu'il la touche, Lindsey le pousse pas accident. Choquée, la jeune femme ne fait pourtant rien pour appeler au secours et fuit la chambre.
Tout d'un coup, Gwen et Alan constatent que le caméscope et la bague de fiançailles ont disparu: ils déduisent que Lindsey a pu remarquer le changement de garde et venir voler ces objets. Tous deux courent alors avertir le commandant et voient Max, Luka et Ben qui sont toujours là. Le capitaine leur dit alors que l'hélicoptère prévu pour eux a finalement été pris par Lindsey et qu'il lui a lui-même restitué sa bague. La jeune femme partie, Gwen ne peut plus rien faire pour savoir la vérité.

Six mois plus tard, on revient sur le journaliste du début racontant les faits de l'affaire. On apprend que la compagnie maritime a versé trois millions de dollars à Lindsey afin d’apaiser sa peine. À son bureau, Gwen reçoit un colis d'Alan, dans lequel se trouve une lettre expliquant qu'un membre de l'équipage a trouvé la caméra et la cassette du mariage dans un canot. Gwen visionne alors le film et tombe sur le fameux passage raconté par Lindsey. Mais la scène en montre plus: Trevor avait une aventure régulière avec la demoiselle d'honneur et avouait ne pas savoir pourquoi il s'était marié.

Gwen se rend alors dans le nouveau magasin de Lindsey et lui montre qu'elle a la cassette: elle sait maintenant que la jeune femme avait un mobile sérieux pour le crime, bien qu'elle ne puisse pas prouver sa culpabilité. Pour Gwen, Lindsey est coupable mais s'en sort par manque de preuves.

La nuit, Lindsey rêve de Trevor, seul dans l'eau, l'appelant à l'aide. Elle se réveille apeurée et finit par avaler des cachets pour dormir. Alors, est-ce la preuve de ses remords du fait de ne pas avoir porté secours à Trevor ? De sa peur d'avoir été percée à jour malgré tout concernant le meurtre ? Ou est-ce dû à sa tristesse mélangée à sa prise de cachets ? Cela, personne n'en saura jamais rien.

## Fiche technique
- Titre original : Deadly Honeymoon
- Genre : Crime, Drama, Mystère
- Réalisation : Paul Shapiro (en)
- Scénario : Ron McGee
- Casting par : Dean E. Fronk, Donald Paul Pemrick
- Musique : Joseph Conlan
- Chef décoratrice : Camille Komine
- Chef Costumière : Kathe James
- Durée : 89 minutes
- Pays :  États-Unis
- Année : 2010
- Budget : Estimé à 1 million de dollars
- Lieux de tournage : Honolulu, Halawa Valley Studios, Kahala Hilton (Hawaii)
- Première date de diffusion originale : 25 avril 2010
- Chaine : Lifetime
- Première date de diffusion en France : 11 janvier 2011
- Titre original pour DVD : sous titré 'Til Death Do Us Apart
- Titre français pour DVD : Lune de miel mortelle

## Distribution
- Summer Glau (VF : Marie-Eugénie Maréchal) : Lindsey Ross Forrest[1]
- Chris Carmack (VF : Damien Ferrette) : Trevor Forrest[1]
- Zoe McLellan : Gwen Merced[1]
- Erik Palladino(VF : Stéphane Pouplard) : Lieutenant Alan Sherrick
- Mark Harelik : Capitaine du navire
- Emily Foxler (VF : Anne O'Dolan) : Kim
- Adam Tsekhman : Ben
- Peter Katona (VF : Sylvain Agaësse) : Luka
- Sergey Russu : Max
- Michael Cowell : Joel Ross
- Traci Burgard : Marti Ross
- Tom Holowach : Aaron Forrest
- Haley Williams (VF : Anne Tilloy) : Chloe
- Tiffany Hofstetter : Shanna
- Joah Buley : Chad
- Kawika Smith : Ricky
- Peter Stray : Gerard
- Dan Cooke : Journaliste
- Jason Quinn : Agent de sécurité
- Jayson Kalani : Liftier
- Christina Souza : Garde de sécurité
- Josh Lang : Pilote d'hélicoptère
- Keahi Tucker : Porte-parole de la chaîne de bateaux

- Version Française :
  - Société de doublage : Mediadub International
  - Directeur artistique : Barbara Delsol

 Source et légende : version française (VF) sur RS Doublage

## Histoire inspirée de faits réels?
Même si le début du film dit bien que celui-ci n'est que pure fiction et ne s’inspire d'aucun fait réel, les détails de l'intrigue sont toutefois très proches d'une affaire trouble ayant fait du bruit en Amérique.[Laquelle ?]

## Musique
- Give It To Me Straight - Fay Aiyana
- Ride It - Tiffany